# Finkenstein (Oppeln)
Finkenstein (polnisch Brzezie) ist ein Stadtteil der Stadt Oppeln. Bis 2016 lag die oberschlesische Ortschaft in der Gemeinde Groß Döbern im Powiat Opolski (Landkreis Oppeln). 

## Geographie

### Geographische Lage

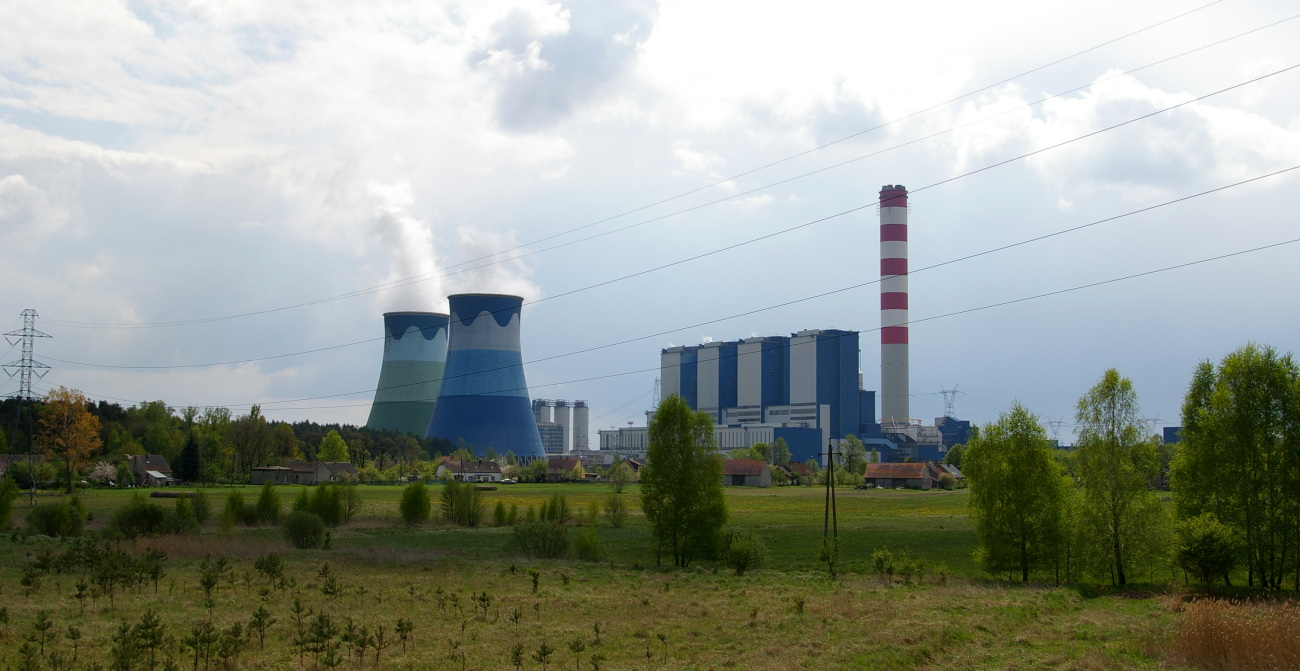
Das Steinkohlekraftwerk Elektrownia Opole und das Dorf Finkenstein im Vordergrund

Das Straßendorf Finkenstein liegt drei Kilometer östlich vom ehemaligen Gemeindesitz Groß Döbern und zwölf Kilometer nordwestlich von der Kreisstadt und Woiwodschaftshauptstadt Opole (Oppeln). Der Ort liegt in der Nizina Śląska (Schlesischen Tiefebene) innerhalb der Pradolina Wrocławska (Breslauer Urstromtal).
Südöstlich des Dorfes liegt das Steinkohlekraftwerk Opole.

### Nachbarorte
Nachbarorte von Finkenstein sind im Westen Groß Döbern (Dobrzeń Wielki), im Norden Kupp (Kup), im Osten Horst (Świerkle) und im Südwesten Klein Döbern (Dobrzeń Mały).

## Geschichte
Finkenstein entstand am 8. Juni 1773, an welchem Tage der Befehl zur Errichtung als Kolonie unterzeichnet wurde. Entwurf und Absteckung des Kolonieplatzes besorgte Ober-Teich-Inspektor Neuwertz. Die Absteckung der Wiesen und Äcker erfolgte erst laut Ordre vom 20. Mai 1774 durch Kondukteur Heller jun. Förster Haering hatte die Anlage zu betreuen. Durch seine Hände gingen 2210 Rtl. für den Häuserbau, 320 Rtl. für die Errichtung der Scheunen, 260 Rtl. für die Rodung der Kolonistenäcker und 77 Rtl. für Hirse und Kartoffeln, insgesamt 3223 Rtl. 7 Gr. 10 2/5 Pfg.
1783 leben 109 Leute in 20 Häusern. 1787 werden nur 90 Seelen verzeichnet, 1819 ist die Zahl auf 124 angewachsen.
Zu den 20 Kolonisten ist ein Häusler hinzugekommen; bis 1865 ist die Zahl der Häusler auf 10 gestiegen.
Zur Namenserklärung: von Finkenstein ist um 1764 Minister, von Finkenstein 1784 Etats-Minister in Preußen. Die Ortschaft wurde als typisches schnurgerades Straßendorf angelegt. 1874 wurde der Amtsbezirk Kupp gegründet, welcher aus den Landgemeinden Finkenstein, Horst und Kupp und dem Gutsbezirk Kupp, Oberförsterei bestand.
Bei der Volksabstimmung in Oberschlesien am 20. März 1921 stimmten 276 Wahlberechtigte für einen Verbleib bei Deutschland und 17 für Polen. Finkenstein verblieb beim Deutschen Reich. 1933 lebten im Ort 313 Einwohner. 1939 hatte der Ort 331 Einwohner. Bis 1945 befand sich der Ort im Landkreis Oppeln.
1945 kam der bisher deutsche Ort unter polnische Verwaltung, wurde in Brzezie umbenannt und der Woiwodschaft Schlesien angeschlossen. 1950 kam der Ort zur Woiwodschaft Oppeln. Anfang der 1970er begann der Bau des Kohlekraftwerks Kraftwerk Opole südlich des Dorfes. Die ersten vier Blöcke wurde zwischen 1993 und 1997 fertiggestellt. 1999 kam der Ort zum wiedergegründeten Powiat Opolski. Am 22. April 2009 wurde in der Gemeinde Groß Döbern, der Finkenstein angehört, Deutsch als zweite Amtssprache eingeführt, und am 1. Dezember 2009 erhielt der Ort zusätzlich den amtlichen deutschen Ortsnamen Finkenstein. Seit Dezember 2013 wird das angrenzende Kohlekraftwerk weiter ausgebaut. Hierbei erhält dieses zwei neue Blöcke mit einer Leistung von je 900 Megawatt. Die Fertigstellung ist für 2019 geplant. Zum 1. Januar 2017 wurde Finkenstein in die Stadt Oppeln eingemeindet.

## Sehenswürdigkeiten
- Glockenturm mit Heiligenfiguren aus dem 19. Jahrhundert
- Denkmal für die Gefallenen beider Weltkriege
- Ehemaliger evangelischer Friedhof (Verwildert)

## Persönlichkeiten
- Antoni Kost (* 1934), Politiker deutscher Abstammung